# Claudette
Claudette ist ein weiblicher Vorname.

## Herkunft und Bedeutung
Der Name ist eine weibliche französische Form von Claudius. Eine weitere weibliche Variante ist Claudine, eine männliche Claude.

## Bekannte Namensträgerinnen
Vorname
- Claudette Abela Baldacchino (* 1973), maltesische Politikerin und Journalistin
- Claudette Buttigieg (* 1968), maltesische Sängerin, Fernsehmoderatorin und Politikerin
- Claudette Charbonneau-Tissot (1947–2012), frankokanadischen Schriftstellerin
- Claudette Colbert (1903–1996), französisch-US-amerikanische Schauspielerin
- Claudette Colvin (* 1939), eine der Vorreiterinnen der US-amerikanischen Bürgerrechtsbewegung
- Claudette Herbster-Josland (* 1946), französische Florettfechterin
- Claudette Mink (* 1971), kanadische Schauspielerin
- Claudette Nevins (1937–2020), US-amerikanische Schauspielerin
- Claudette Werleigh (* 1946), erste Premierministerin von Haiti

Zwischenname
- Céline Marie Claudette Dion (* 1968), kanadische Sängerin
- Jennifer Claudette Ward (* 1944), US-amerikanische Diplomatin und Hochschullehrerin